# Bertrand Halperin
Bertrand I. Halperin est un professeur et physicien américain. Depuis 1992, il est titulaire de la Hollis Chair of Mathematics and Natural Philosophy (en) de l'université Harvard.

## Biographie
Il grandit à Crown Heights. Il fait des études à l'université Harvard et obtient son diplôme en 1961. En 1965, il obtient un doctorat de l'université de Californie à Berkeley sous la direction de John Joseph Hopfield.
Dans les années 1970, il travaille avec David R. Nelson (en) sur une théorie en 2-D de la fusion prédisant une phase hexatique, qui sera observée au début des années 1980.
Lors des années 1980, Halperin fait des contributions significatives à une théorie liée à l'effet Hall quantique entier.
En 2008, il est président du congrès Solvay.

## Prix et distinctions
En 2001, il gagne le prix Lars Onsager. En 2003, Anthony J. Leggett et lui gagnent le prix Wolf en physique.